# Amazonas 5
El Amazonas 5 es un satélite de comunicaciones geoestacionario español construido por Space Systems/Loral y operado por Hispasat/Hispamar.

## Historia
Hispasat firmó en diciembre de 2014 el contrato con Space Systems/Loral para la construcción del satélite Amazonas 5. Dicho satélite reemplazaría al Amazonas 4A, a causa de sus pérdidas de rendimiento, y al Amazonas 4B, que fue cancelado.
El satélite fue lanzado con éxito el 12 de septiembre de 2017, a las 19:23 UTC, mediante un vehículo Proton-M/Briz-M, desde el cosmódromo de Baikonur en Kazajistán. La masa de lanzamiento del satélite era 5900 kg y su posición orbital definitiva la 61° Oeste.
La vida útil estimada del satélite es de 15 años, de forma que debería permanecer en activo hasta 2032.

## Carga útil
La carga útil del Amazonas 5 son 35 transpondedores en banda Ka y 24 transpondedores en banda Ku para ofrecer servicios de banda ancha y telecomunicaciones. El satélite ofrece servicios DTH (Direct to Home) en banda Ku, mientras que los servicios de conectividad de banda ancha en haces de banda Ka son dirigidos a más de medio millón de personas en países de América Central y Sudamérica.